# Челноков Микола Васильович
Челноко́в Мико́ла Васи́льович (26 квітня (9 травня) 1906 — 16 липня 1974) — радянський військово-морський льотчик, учасник Другої світової війни, двічі Герой Радянського Союзу (1942, 1944), генерал-майор авіації (1949). Депутат Верховної Ради СРСР 2-го скликання.

## Біографія
Народився 26 квітня (9 травня) 1906 року в місті Іркутську в родині залізничника. Росіянин. Закінчив 9 класів середньої школи. Після закінчення школи працював вантажником та штукатуром. Поступив до Ленінградського електротехнічного інституту.
До лав РСЧА призваний у 1928 році. У 1929 році закінчив Ленінградську військово-теоретичну школу льотчиків, у 1930 році — Борисоглібську військову авіаційну школу льотчиків, у 1931 році — Севастопольську військову авіаційну школу морських льотчиків. Залишений при школі на посаді інструктора. Потім працював інструктором Єйської школи льотчиків імені Сталіна Краснодарського краю. У 1936 році за підготовку кадрів для авіації ВПС і ВМФ нагороджений орденом «Знак Пошани».
У 1939 році призначений командиром авіаційної ланки 2-ї ескадрильї 1-го мінно-торпедного полку ВПС Балтійського флоту в місті Ленінграді.
Учасник радянсько-фінської війни 1939–1940 років. Здійснив 40 бойових вильотів, за що нагороджений орденом Червоного Прапора. Член ВКП(б) з 1940 року.
Учасник німецько-радянської війни з 1941 року. На посаді командира ескадрильї 57-го штурмового авіаційного полку ВПС Балтійського флоту брав участь в обороні Ленінграда. На початок січня 1942 року здійснив 58 вдалих бойових вильотів.
Влітку 1943 року переведений на Чорноморський флот. Брав участь у визволенні міст Криму: Керч, Феодосія, Севастополь.
Після звільнення Криму знову переведений на Балтику. На бойовому рахунку М. В. Челнокова знищення ворожого загону кораблів у 14 вимпелів, що знаходився у Нарвській затоці.
На посаді командира 8-го гвардійського штурмового авіаційного полку ВПС Балтійського флоту до липня 1944 року здійснив ще 219 бойових вильотів, особисто потопив декілька кораблів і транспортів ворога.
На останньому етапі війни керував діями авіаційного полку в боях за острів Езель, при взятті міст Кенігсберг, Піллау, Данциг. Всього за роки війни здійснив понад 270 бойових вильотів.
По закінченні війни продовжував військову службу на керівних і штабних посадах в авіації ВМФ (був командиром авіаційної дивізії Балтійського флоту ВМФ СРСР), перебував на викладацькій роботі.
У 1945 році закінчив Академічні курси при Військово-Морській академії. У 1949 році закінчив Військову академію Генерального штабу.
У 1949 році М. В. Челнокову присвоєно військове звання «генерал-майор авіації».
У 1954 році вийшов у запас. Мешкав у Москві.
Помер 16 липня 1974 року. Похований на Головинському цвинтарі.

## Нагороди
Указом Президії Верховної Ради СРСР від 14 червня 1942 року командир ескадрильї 57-го штурмового авіаційного полку 8-ї бомбардувальної авіаційної бригади капітан Челноков Микола Васильович удостоєний звання Героя Радянського Союзу з врученням ордена Леніна і медалі «Золота Зірка» (№ 653).
Указом Президії Верховної Ради СРСР від 19 серпня 1944 року командир 8-го гвардійського штурмового авіаційного полку ВПС Червонопрапорного Балтійського флоту гвардії майор Челноков Микола Васильович нагороджений другою медаллю «Золота Зірка» (№ 24/ІІ).
Нагороджений трьома орденами Леніна, чотирма орденами Червоного Прапора, орденами Ушакова 2-го ступеня (№ 429), Червоної Зірки, «Знак Пошани» й медалями.

## Пам'ять
Бронзове погруддя Героя встановлено в місті Санкт-Петербург на Алеї Героїв Московського Парку Перемоги.
В Іркутську ім'ям М.В. Челнокова названо вулицю.